# Campeonato Uruguaio de Futebol de 1995
O Campeonato Uruguaio de Futebol de 1995 foi a 64ª edição da era profissional do Campeonato Uruguaio. A competição ocorreu no formato de Apertura e Clausura, onde as equipes se enfrentaram em ambos os torneios no sistema de todos contra todos, em um único turno. Os vencedores de cada torneio se enfrentaram na decisão. Após bater o Nacional na final, o Peñarol sagrou-se campeão.
A partir da edição de 1995, a vitória passou a valer 3 pontos. Até o campeonato de 1994, a equipe que vencesse uma partida obtinha 2 pontos.

## Classificação

### Torneio Apertura
| Pos | Equipe               | Pts   | J  | V | E | D | GP | GC | SG  |
| --- | -------------------- | ----- | -- | - | - | - | -- | -- | --- |
| 1º  | Peñarol              | 25[1] | 12 | 8 | 3 | 1 | 29 | 9  | 20  |
| 2º  | Liverpool            | 25    | 12 | 8 | 1 | 3 | 23 | 9  | 14  |
| 3º  | Nacional             | 24[1] | 12 | 8 | 2 | 2 | 24 | 16 | 8   |
| 4º  | Defensor Sporting    | 21    | 12 | 6 | 3 | 3 | 18 | 15 | 3   |
| 5º  | Central Español      | 19    | 12 | 5 | 4 | 3 | 18 | 15 | 3   |
| 6º  | Montevideo Wanderers | 18    | 12 | 5 | 3 | 4 | 13 | 12 | 1   |
| 7º  | Cerro                | 16    | 12 | 4 | 4 | 4 | 19 | 14 | 5   |
| 8º  | Sud América          | 15    | 12 | 3 | 6 | 3 | 11 | 10 | 1   |
| 9º  | River Plate          | 14    | 12 | 3 | 5 | 4 | 13 | 10 | 3   |
| 10º | Danubio              | 10    | 12 | 2 | 4 | 6 | 9  | 24 | -15 |
| 11º | Progreso             | 8     | 12 | 1 | 5 | 6 | 10 | 17 | -7  |
| 12º | Rampla Juniors       | 6     | 12 | 1 | 3 | 8 | 11 | 32 | -21 |
| 13º | Basáñez              | 5     | 12 | 0 | 5 | 7 | 9  | 24 | -15 |

1 ^  Peñarol e Nacional perderam dois pontos por conta de incidentes.
|  | Classificados à final do Torneio Apertura. |

#### Final do Torneio Apertura
| {{{data}}} | Peñarol                   | 2 – 0  | Liverpool | Estádio Centenário, Montevidéu |
|            | Pacheco 73' · Silva 90+3' | data = |           |                                |

### Torneio Clausura
| Pos | Equipe               | Pts | J  | V | E | D | GP | GC | SG |
| --- | -------------------- | --- | -- | - | - | - | -- | -- | -- |
| 1°  | Nacional             | 27  | 12 | 8 | 3 | 1 | 29 | 13 | 16 |
| 2º  | Peñarol              | 27  | 12 | 8 | 3 | 1 | 20 | 9  | 11 |
| 3º  | Rampla Juniors       | 21  | 12 | 6 | 3 | 3 | 15 | 18 | -3 |
| 4º  | River Plate          | 18  | 12 | 4 | 6 | 2 | 15 | 8  | 7  |
| 5º  | Danubio              | 17  | 12 | 3 | 8 | 1 | 16 | 13 | 3  |
| 6º  | Liverpool            | 14  | 12 | 2 | 8 | 2 | 11 | 11 | 0  |
| 7º  | Defensor Sporting    | 14  | 12 | 3 | 5 | 4 | 10 | 11 | -1 |
| 8º  | Basáñez              | 13  | 12 | 3 | 4 | 5 | 16 | 20 | -4 |
| 9º  | Montevideo Wanderers | 13  | 12 | 4 | 1 | 7 | 11 | 20 | -9 |
| 10º | Central Español      | 10  | 12 | 1 | 7 | 4 | 13 | 16 | -3 |
| 11º | Progreso             | 10  | 12 | 2 | 4 | 6 | 13 | 18 | -5 |
| 12º | Cerro                | 10  | 12 | 2 | 4 | 6 | 14 | 20 | -6 |
| 13º | Sud América          | 9   | 12 | 1 | 6 | 5 | 8  | 14 | -6 |

|  | Classificados à final do Torneio Clausura. |

#### Final do Torneio Clausura
| {{{data}}} | Nacional             | 2 – 2  | Peñarol                           | Estádio Centenário, Montevidéu |
|            | Lemos 30' 51' (pen.) | data = | Bengoechea 1' (pen.) · Romero 36' |                                |

|  |     | Penalidades |
|  | 5–4 |             |

### Tabela acumulada
| Pos | Equipe               | Pts | J  | V  | E  | D  | GP | GC | SG  |
| --- | -------------------- | --- | -- | -- | -- | -- | -- | -- | --- |
| 1º  | Peñarol              | 52^ | 24 | 16 | 6  | 2  | 49 | 18 | 31  |
| 2º  | Nacional             | 51^ | 24 | 16 | 5  | 3  | 53 | 29 | 24  |
| 3º  | Liverpool            | 39  | 24 | 10 | 9  | 5  | 34 | 20 | 14  |
| 4º  | Defensor Sporting    | 35  | 24 | 9  | 8  | 7  | 28 | 26 | 2   |
| 5º  | River Plate          | 32  | 24 | 7  | 11 | 6  | 28 | 18 | 10  |
| 6º  | Montevideo Wanderers | 31  | 24 | 9  | 4  | 11 | 24 | 32 | -8  |
| 7º  | Central Español      | 29  | 24 | 6  | 11 | 7  | 31 | 31 | 0   |
| 8º  | Danubio              | 27  | 24 | 5  | 12 | 7  | 25 | 37 | -12 |
| 9º  | Rampla Juniors       | 27  | 24 | 7  | 6  | 11 | 26 | 50 | -24 |
| 10º | Cerro                | 26  | 24 | 6  | 8  | 10 | 33 | 34 | -1  |
| 11º | Sud América          | 24  | 24 | 4  | 12 | 8  | 19 | 24 | -5  |
| 12º | Progreso             | 18  | 24 | 3  | 9  | 12 | 23 | 35 | -12 |
| 13º | Basáñez              | 18  | 24 | 3  | 9  | 12 | 25 | 44 | -19 |

1 ^  Peñarol e Nacional perderam dois pontos no Torneio Apertura por conta de incidentes.
|  | Classificados à final e à Liguilla Pré-Libertadores. |
|  | Classificados à Liguilla Pré-Libertadores.           |
|  | Disputam os playoffs contra o descenso.              |
|  | Rebaixado à Segunda Divisão.                         |

Promovido para a próxima temporada: Huracán Buceo.

## Playoffscontra o descenso

### Primeira partida
| {{{data}}} | Rampla Juniors | 2 – 0  | Basáñez |  |
|            |                | data = |         |  |

### Segunda partida
| {{{data}}} | Rampla Juniors | 1 – 1  | Basáñez |  |
|            |                | data = |         |  |

## Final

### Primeira partida
| {{{data}}} | Peñarol        | 1 – 0  | Nacional | Estádio Centenário, Montevidéu |
|            | Bengoechea 35' | data = |          |                                |

### Segunda partida
| {{{data}}} | Nacional                   | 2 – 1  | Peñarol    | Estádio Centenário, Montevidéu |
|            | Kanapkis 9' · González 37' | data = | Romero 22' |                                |

### Terceira partida
| {{{data}}} | Peñarol                            | 3 – 1  | Nacional    | Estádio Centenário, Montevidéu |
|            | Lima 23' · Romero 60' · Bengoechea | data = | O'Neill 87' |                                |

## Liguilla Pré-Libertadores da América
A Liguilla Pré-Libertadores da América de 1995 foi a 22ª edição da história da Liguilla Pré-Libertadores, competição disputada entre as temporadas de 1974 e 2008–09, a fim de definir quais seriam os clubes representantes do futebol uruguaio nas competições da CONMEBOL. O torneio de 1995 consistiu em uma competição com um turno, no sistema de todos contra todos. Como Defensor Sporting e Liverpool empataram em número de pontos, foi jogada uma partida final para decidir quem venceria a Liguilla Pré-Libertadores. O campeão foi o Defensor Sporting, que venceu o Liverpool por 1 a 0 na final e obteve seu 6º título da Liguilla.
Participaram da edição de 1995 os seis melhores colocados da tabela acumulada do Campeonato Uruguaio e os finalistas da Copa El País (organizada pela OFI), o campeão Porongos e o vice Frontera Rivera Chico.

### Classificação da Liguilla
| Pos | Equipe                | Pts | J | V | E | D | GP | GC | SG  |
| --- | --------------------- | --- | - | - | - | - | -- | -- | --- |
| 1º  | Liverpool             | 16  | 7 | 5 | 1 | 1 | 17 | 10 | 7   |
| 2º  | Defensor Sporting     | 16  | 7 | 5 | 1 | 1 | 16 | 10 | 6   |
| 3º  | Peñarol               | 13  | 7 | 4 | 1 | 2 | 10 | 7  | 3   |
| 4º  | Nacional              | 10  | 7 | 3 | 1 | 3 | 19 | 9  | 10  |
| 5º  | River Plate           | 8   | 7 | 2 | 2 | 3 | 9  | 9  | 0   |
| 6º  | Porongos              | 7   | 7 | 1 | 4 | 2 | 7  | 12 | -5  |
| 7º  | Wanderers             | 4   | 7 | 1 | 1 | 5 | 8  | 16 | -8  |
| 8º  | Frontera Rivera Chico | 4   | 7 | 1 | 1 | 5 | 9  | 22 | -13 |

|  | Disputam a final da Liguilla valendo a 1ª vaga à Libertadores de 1996. |
|  | Disputa a 2ª vaga à Libertadores de 1996 com o perdedor da final.      |
|  | Classificados à Copa CONMEBOL de 1996.                                 |

### Final da Liguilla
| {{{data}}} | Defensor Sporting | 1 – 0  | Liverpool |  |
|            |                   | data = |           |  |

### Disputa pela 2ª vaga à Libertadores de 1996
| {{{data}}} | Peñarol | 1 – 0  | Liverpool |  |
|            |         | data = |           |  |

## Premiação
| Campeonato Uruguaio de 1995  |
| ---------------------------- |
| Peñarol Campeão (43º título) |